# Ischnoptera
Ischnoptera är ett släkte av kackerlackor. Ischnoptera ingår i familjen småkackerlackor.

## Dottertaxa tillIschnoptera, i alfabetisk ordning[1]
- Ischnoptera aglandis
- Ischnoptera amazonica
- Ischnoptera angustifrons
- Ischnoptera anisopygia
- Ischnoptera apolinari
- Ischnoptera argentina
- Ischnoptera atrata
- Ischnoptera azteca
- Ischnoptera bahiana
- Ischnoptera bergrothi
- Ischnoptera bicolorata
- Ischnoptera bicornuta
- Ischnoptera bilunata
- Ischnoptera borellii
- Ischnoptera brachyptera
- Ischnoptera brasiliana
- Ischnoptera brattstroemi
- Ischnoptera brunnea
- Ischnoptera caborojoensis
- Ischnoptera campana
- Ischnoptera carcarana
- Ischnoptera castanea
- Ischnoptera chichicastenanga
- Ischnoptera clavator
- Ischnoptera colombiae
- Ischnoptera crispula
- Ischnoptera darlingtoni
- Ischnoptera deropeltiformis
- Ischnoptera flagellifer
- Ischnoptera fulvipennis
- Ischnoptera galibi
- Ischnoptera gatunae
- Ischnoptera hebes
- Ischnoptera hercules
- Ischnoptera icano
- Ischnoptera ignobilis
- Ischnoptera ikonnikovi
- Ischnoptera imparata
- Ischnoptera implicata
- Ischnoptera inca
- Ischnoptera inusitata
- Ischnoptera josephina
- Ischnoptera lestrelleta
- Ischnoptera ligula
- Ischnoptera linguiforma
- Ischnoptera litostylata
- Ischnoptera marginata
- Ischnoptera melasa
- Ischnoptera mexicana
- Ischnoptera mirella
- Ischnoptera morio
- Ischnoptera moxa
- Ischnoptera mura
- Ischnoptera nana
- Ischnoptera neglecta
- Ischnoptera neoclavator
- Ischnoptera neomelasa
- Ischnoptera nigra
- Ischnoptera nox
- Ischnoptera ocularis
- Ischnoptera oreochares
- Ischnoptera pallipes
- Ischnoptera pampaconas
- Ischnoptera panamae
- Ischnoptera paradoxa
- Ischnoptera paramacca
- Ischnoptera parvula
- Ischnoptera peckorum
- Ischnoptera peculiaris
- Ischnoptera pedernalesensis
- Ischnoptera podoces
- Ischnoptera rehni
- Ischnoptera rufa
- Ischnoptera rugosa
- Ischnoptera santacruzensis
- Ischnoptera saussurei
- Ischnoptera serrana
- Ischnoptera similis
- Ischnoptera snodgrassi
- Ischnoptera speciosa
- Ischnoptera spinosostylata
- Ischnoptera stygia
- Ischnoptera taczanowskii
- Ischnoptera tolteca
- Ischnoptera tristylata
- Ischnoptera undulifera
- Ischnoptera variegata
- Ischnoptera vilis
- Ischnoptera vulpina
- Ischnoptera zacualtipana